# Karłowice (Popielów)
Karłowice (deutsch Karlsmarkt, bis 1712 Kertzendorf) ist eine Ortschaft in der Gemeinde Popielów (Alt Poppelau) im Powiat Opolski der  Woiwodschaft Oppeln.

## Geographie

### Geografische Lage
Karłowice liegt in der historischen Region Niederschlesien. Der Ort liegt sieben Kilometer nördlich vom Gemeindesitz Popielów (Alt Poppelau) und 29 Kilometer nordwestlich von der Kreisstadt und Woiwodschaftshauptstadt Oppeln. 
Der Ort liegt am Stober (poln. Stobrawa). Östlich grenzt Karłowice an das Landschaftsschutzpark Stobrawa. Der Bahnhof Karłowice liegt an der Bahnstrecke Opole–Jelcz-Laskowice.

### Nachbarorte
Im Süden grenzt Karłowice an Kurznie (Kauern) sowie im Nordwesten Kuźnica Katowska (Alt Hammer).

## Geschichte

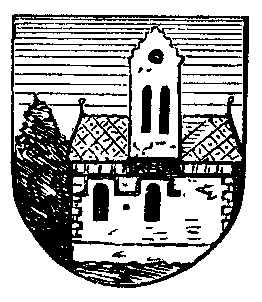
Wappen von Karlsmarkt um 1870

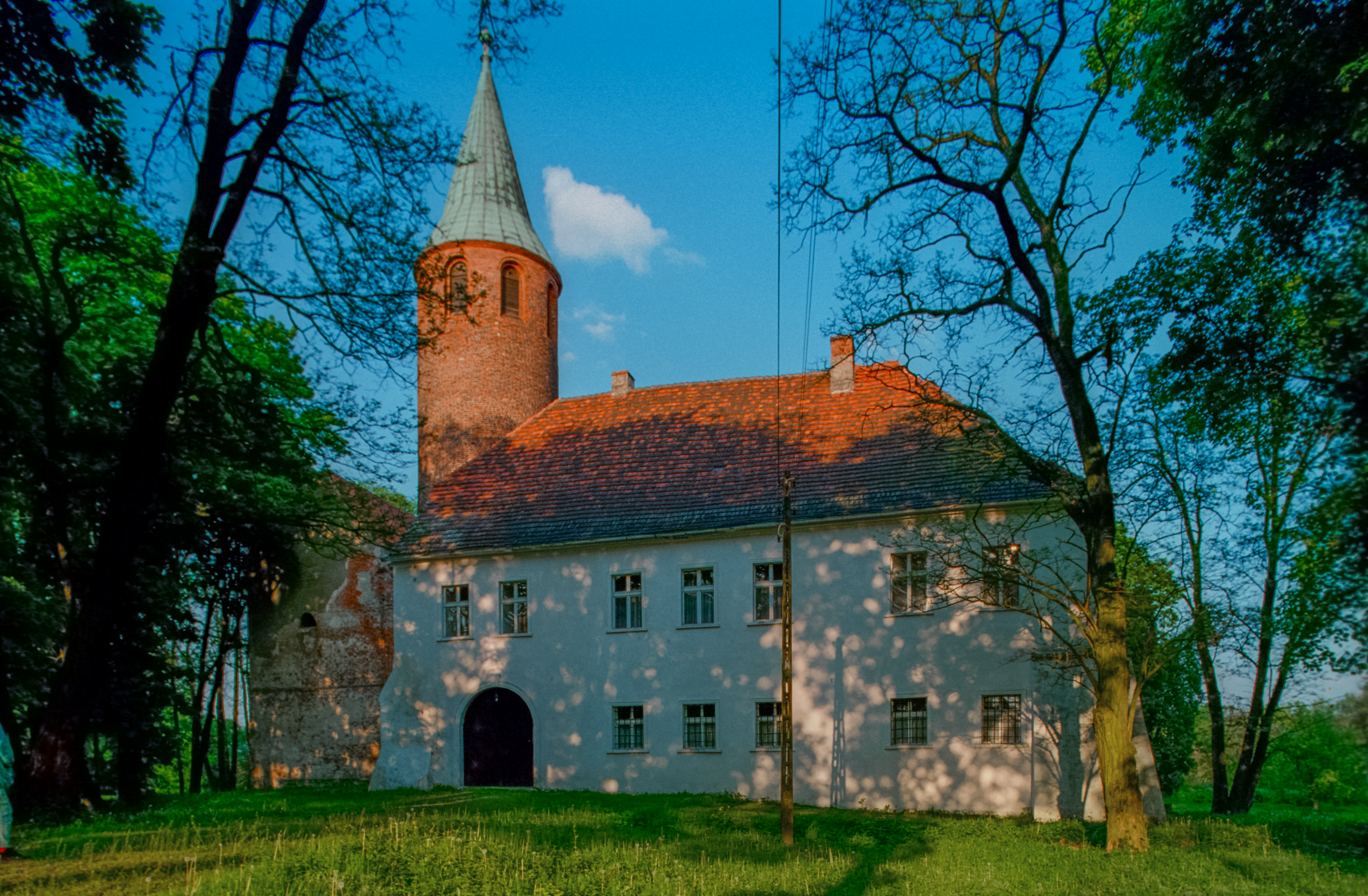
Burg Karlsmarkt

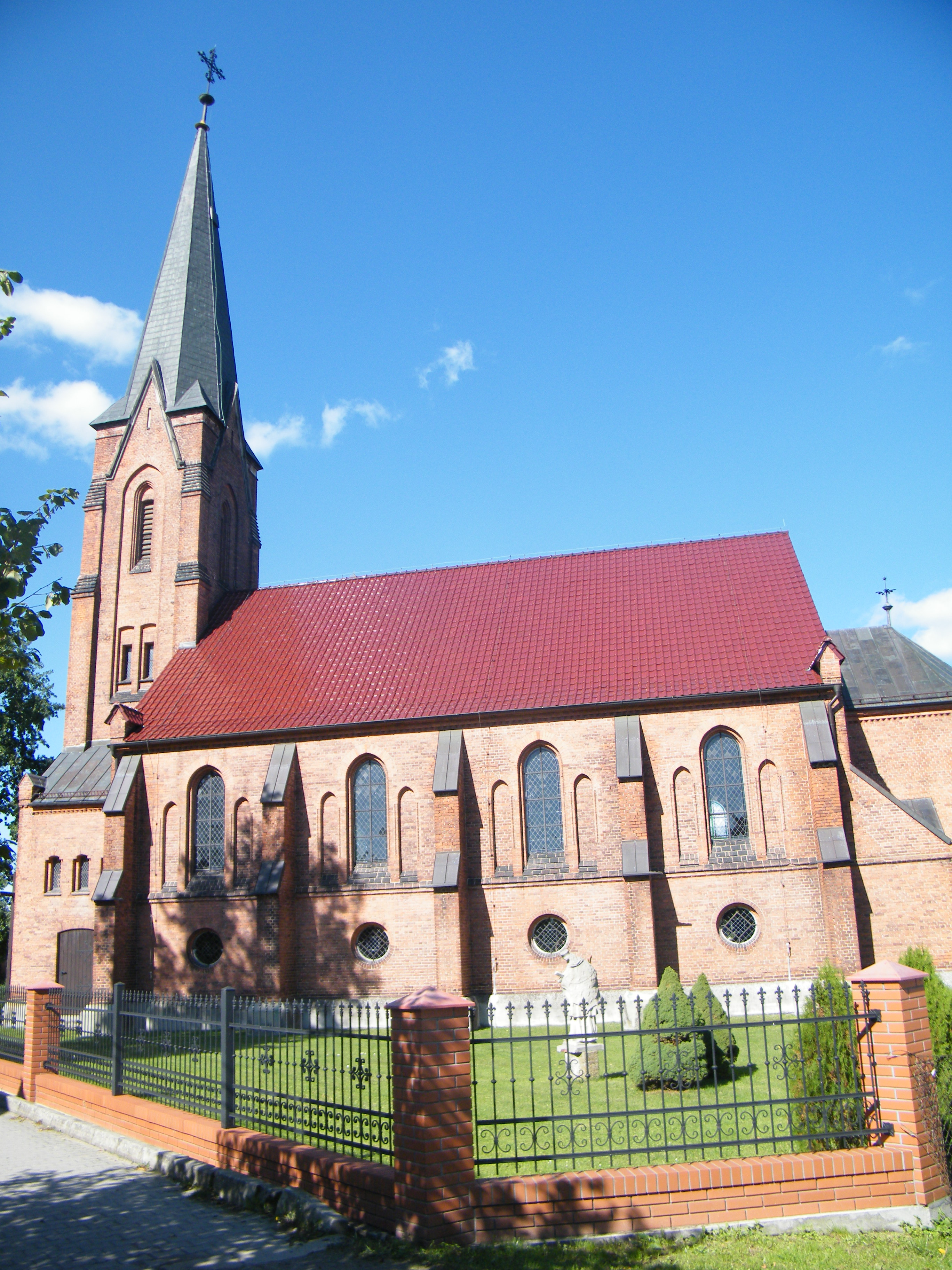
Erzengel-Michael-Kirche

Der Ort wurde 1344 erstmals urkundlich als „Kertzendorf“ erwähnt. 1401 wird der Ort als Keczerdorff erwähnt.
1712 wurde der Ortsname in Karlsmarkt geändert. Nach dem Ersten Schlesischen Krieg 1742 fiel Karlsmarkt mit dem größten Teil Schlesiens an Preußen. Nach der Neuorganisation der Provinz Schlesien gehörte die Landgemeinde Karlsmarkt ab 1816 zum Landkreis Brieg im Regierungsbezirk Breslau. 1845 bestanden im Dorf ein Schloss, eine evangelische Kirche, eine evangelische Schule, eine katholische Schule, eine Brauerei sowie 78 Wohnhäuser und 80 Ställe. Im gleichen Jahr lebten in Karlsmarkt 547 Menschen, davon 62 katholisch und acht jüdisch. 1874 wurde der Amtsbezirk Karlsmarkt gegründet, welcher aus den Landgemeinden Alt Hammer, Carlsburg, Carlsmarkt, Kauern und Raschwitz und den Gutsbezirken Alt Hammer, Carlsmarkt, Kauern und Stoberau bestand.
1933 lebten im Ort 1.208 Einwohner. 1939 hatte der Ort 1.161 Einwohner. Bis 1945 befand sich der Ort im Landkreis Brieg im Regierungsbezirk Breslau. Karlsmarkt wurde am 22. Januar 1945 von der Roten Armee besetzt.
1945 kam der bisher deutsche Ort unter polnische Verwaltung und wurde in Karłowice umbenannt. Die deutsche Bevölkerung wurde vertrieben und Polen angesiedelt. Der letzte deutsche Eigentümer war die Familie Kuberek. Von 1945 bis 1954 und von 1973 bis 1975 war der Ort Sitz der Gemeinde Karłowice. 1946 kam der Ort zur Woiwodschaft Breslau, 1950 zur Woiwodschaft Oppeln. 1999 wurde der Ort dem wiedergegründeten Powiat Opolski zugeordnet.

## Sehenswürdigkeiten
- Die Burg Karlsmarkt ist eine gotische Burganlage die vor Mitte des 14. Jahrhunderts als Grenzburg entstanden ist. Die Burg besitzt einen trapezförmigen Innenhof, einen zylinderförmigen Bergfried an der Westseite und einen Torbau an der südwestlichen Seite. Im 14. Jahrhundert befand sich die Burg im Besitz der Familie von Tschammer und ab dem Jahr 1440 im Besitz der Familie von Beeß. 1565 wechselt die Burg in den Besitz der Herzöge von Brieg. Durch Herzog  Georg II. von Brieg wurde die Burg ab 1565 umgebaut und um einem Tor erweitert. Im 18. Jahrhundert wurde die Burg in Richtung Südwesten erweitert. 1715 wurde die an der Nordseite gelegene Kapelle im Stil des Barocks umgebaut. Im 19. Jahrhundert wurde die Burg in Richtung Südosten erweitert.[6] Die Burganlage steht seit 1963 unter Denkmalschutz.[7]
- Neogotische Erzengel-Michael-Kirche an der ul. Koscielna
- Wohnhaus von Johann Dzierzon an der ul. Kościelna 5
- Pfarrhaus

## Persönlichkeiten
- Karl Georg Brandt (1898–1945), Polizeibeamter, Täter des Holocausts
- Johann Dzierzon (1811–1906), schlesischer Priester und Bienenforscher, von 1838 bis 1869 Pfarrer in Karlsmarkt